# Pont de Queensboro
Pour les articles homonymes, voir Queensboro.
Le pont de Queensboro, en anglais : 59th Street Bridge, nom officiel : Ed Koch Queensboro Bridge, aussi appelé : 59th Street Bridge, est un pont qui relie deux arrondissements de la ville de New York, l’île de Manhattan et le Queens, sur l’île de Long Island, en traversant l’East River, tout en prenant appui sur la partie sud d'une petite île, Roosevelt Island, qu'il ne dessert pas.

## Caractéristiques
C’est un pont cantilever (pont métallique soutenu par des poutres en son centre).
- longueur totale : 1 135 m[1]
- longueur totale des travées adjacentes : 140 m et 143 m
- portées principales : deux fois 360 m
- longueur de la travée centrale : 192 m
- hauteur des tours métalliques : 105 m

Le pont possède deux niveaux :
- supérieur : 4 voies de circulation ;
- inférieur : 6 voies de circulation, dont 4 réservées aux véhicules à moteur, 2 pour les cyclistes et piétons.

## Histoire

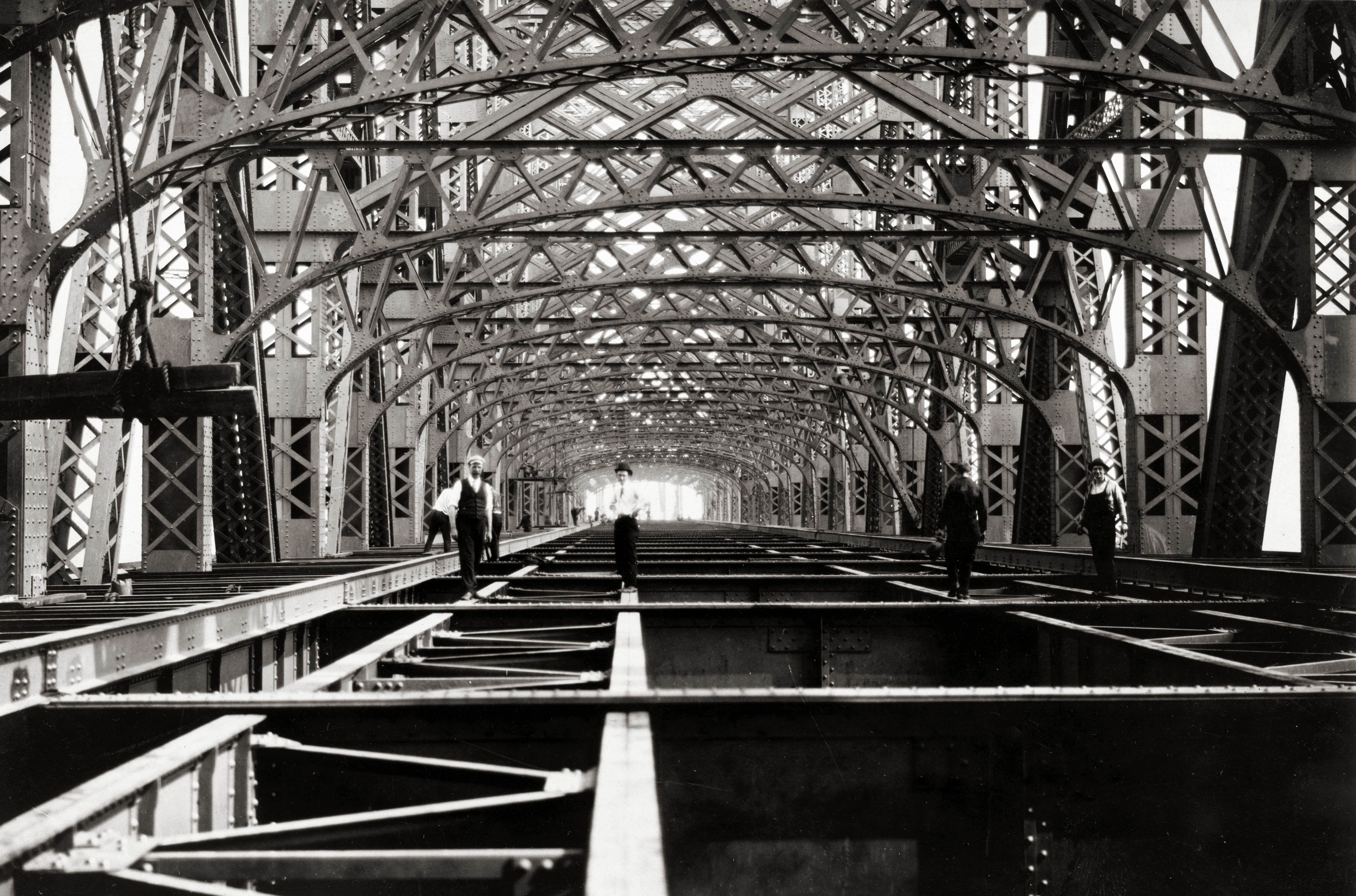
Construction du niveau supérieur, 1907.

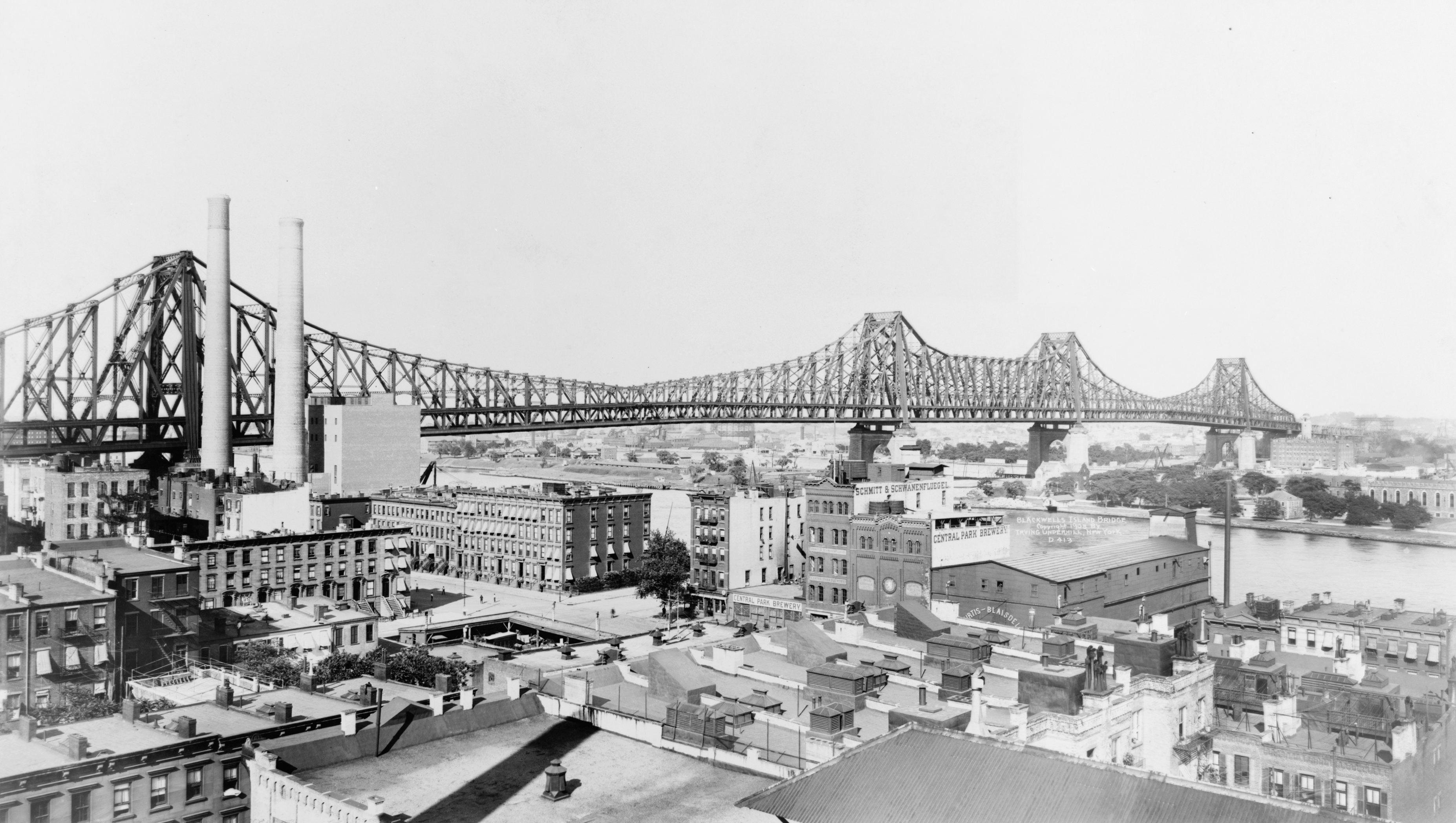
Vue depuis Manhattan, 1908.

Les premières propositions pour relier Manhattan à Long Island City, quartier à l’ouest du Queens, remontent à 1838, et un premier montage financier fut tenté par une société privée en 1867. Malheureusement, ses efforts restèrent vains et finalement elle fit faillite dans les années 1890. Le projet vit finalement le jour en 1903, sous l’impulsion du service des ponts de New York, dirigé par Gustav Lindenthal en collaboration avec Leffert L. Buck et Henry Hornbostel, concepteurs du pont de Williamsburg. La construction commença bientôt mais fut retardée. Une des travées s’effondra lors d’une tempête et il y eut une longue période d’agitation sociale, avec des grèves et même une tentative de sabotage à la dynamite de la part de syndicalistes extrémistes.
Le pont fut inauguré le 30 mars 1909, après avoir coûté la vie à 50 personnes, pour un prix de revient de 18 millions de dollars de l’époque. Il était alors connu sous le nom de Blackwell's Island Bridge, qui était alors celui de l’actuelle Roosevelt Island.
Au moment de sa construction, c’était le plus long pont cantilever des États-Unis. Le niveau supérieur offrait deux voies pour les véhicules à moteur et deux voies de chemin de fer, tandis que le niveau inférieur proposait quatre voies de circulations et deux voies de tramway.
 Durant les années 1940-1950, l'ensemble des voies ferrées (y compris celles du tramway), furent enlevées pour obtenir 11 voies de circulation. Plus tard, le nombre de voies fut ramené à 10, ce qui permit de les élargir. Depuis 1987, le pont est en cours de rénovation, et on y a déjà dépensé plus de 300 millions de dollars.

## Le pont de Queensboro dans la culture américaine
Le pont de Queensboro est également appelé « 59th Street Bridge », du nom de la rue de Manhattan qui lui donne accès. Ce surnom a inspiré une chanson, écrite par le duo Simon et Garfunkel : « The 59th St. Bridge Song (Feelin' Groovy) ».
Dans le registre cinématographique, on y a tourné en 2002 une importante scène du film Spider-Man réalisé par Sam Raimi. On y voit le « Green Goblin » précipiter Mary Jane Watson du haut du pont, et Spider-Man doit choisir s’il doit la sauver ou venir au secours des passagers du téléphérique de Roosevelt Island. 
Mais c'est surtout Woody Allen qui a immortalisé ce pont dans l'imaginaire collectif avec une scène célèbre de son film Manhattan, tourné en 1979. L'endroit où a été tourné cette courte scène (et affiche du film) est situé à la fin de la 58th Street, en surplomb de l'East River. Aucun banc n'est aujourd'hui visible.

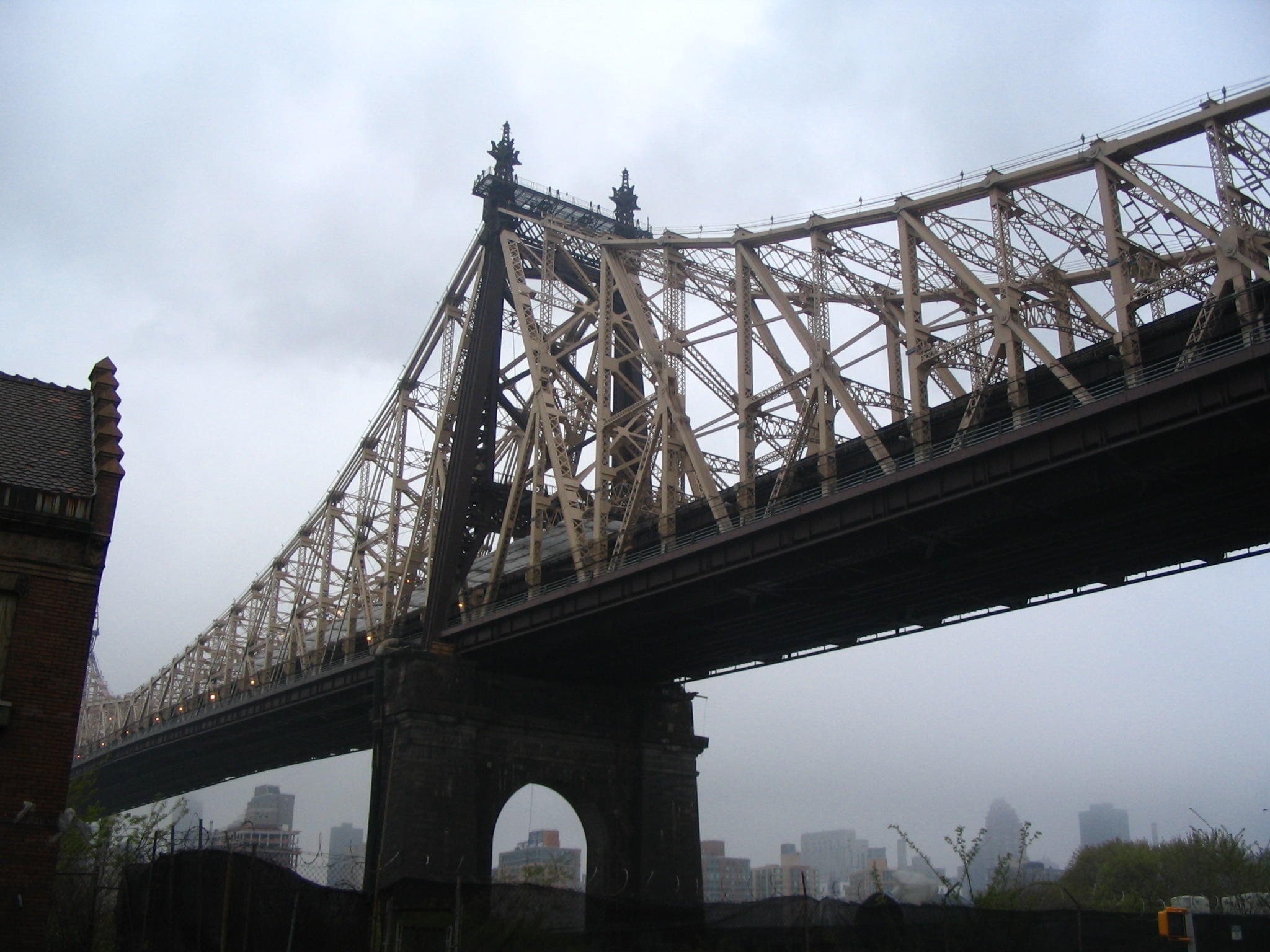
Pont de Queensboro à Long Island City.